# Molara Ogundipe-Leslie
Molara Ogundipe-Leslie (née le 27 décembre 1940 à Lagos au Nigeria et morte le 18 juin 2019 à Ijebu-Igbo dans l'État d'Ogun au Nigeria) est une auteure nigériane.

## Biographie
Molara Ogundipe-Leslie naît le 27 décembre 1940 dans une des premières familles nigériane converties au christianisme et reçoit une éducation occidentale. En 1963, elle est titulaire d'un diplôme en anglais de l'université d'Ibadan. Durant ses années universitaires, elle commence à écrire des poèmes publiés dans la revue Horn créée par J. P. Clark et travaille sur les droits des femmes. Elle enseigne l'anglais à l'université d'Ibadan et devient plus tard directrice du département d'anglais à l'Ogun State University. En 1985 est édité un recueil de ses poèmes sous le titre Sew the Old Days and Other Poems. En 1986, elle devient membre du comité éditorial du groupe de presse Nigerian Guardian. En 1995, certains de ses essais sont publiés en recueil aux États-Unis sous le titre Recreating Ourselves. Elle quitte l'Afrique pour le Canada puis les États-Unis où elle donne des cours portant sur la condition féminine à l'université de l'Indiana.

## Analyse de l'œuvre
Le cœur de l'écriture de Molara Ogundipe-Leslie est la condition des femmes dans une société dominée par les hommes. Ce sujet se retrouve aussi dans ses poèmes.